# Wendelin Werner
Wendelin Werner (nascut el 23 de setembre de 1968 a Alemanya) és un matemàtic nascut a Colònia Alemanya de nacionalitat francesa que treballa en l'àrea de processos aleatoris, l'evolució estocàstica Schramm-Loewner i altres teories relacionades amb teoria de la probabilitat i física matemàtica. El 2006 va ser guardonat amb la medalla Fields durant el XXV Congrés Internacional de Matemàtiques celebrat a Madrid, Espanya.
Actualment és professor a la Universitat de París Sud i fa classes a temps parcial a l'Escola Normal Superior de París.
Werner es va nacionalitzar francès el 1977. Va estudiar a l'Escola Normal Superior de París entre els anys 1987 i 1991. El 1993 va escriure el seu doctorat a la Universitat de Pierre i Marie Curie, supervisat per Jean-François Li Gall. Va treballar en recerca al Centre Nacional de la Recerca Científica des de 1991 fins a 1997.
Ha rebut altres premis, entre els quals s'inclou el premi Pólya atorgat per la Society for Industrial and Applied Mathematics que va obtenir juntament amb els seus col·laboradors Gregory Lawler i Oded Schramm.